# 现代主义文学
现代主义文学，又称现代派文学，是1890年—1950年间流行于欧美各国的一个国际文学思潮。在纵向上，前承古典主义文学、浪漫主义文学和现实主义文学，后接后现代主义文学。在横向上，包括象征主义文学、表现主义文学、未来主义文学、意识流文学、意象主义文学和超现实主义文学等流派。

## 理论溯源

### 历史社会演变

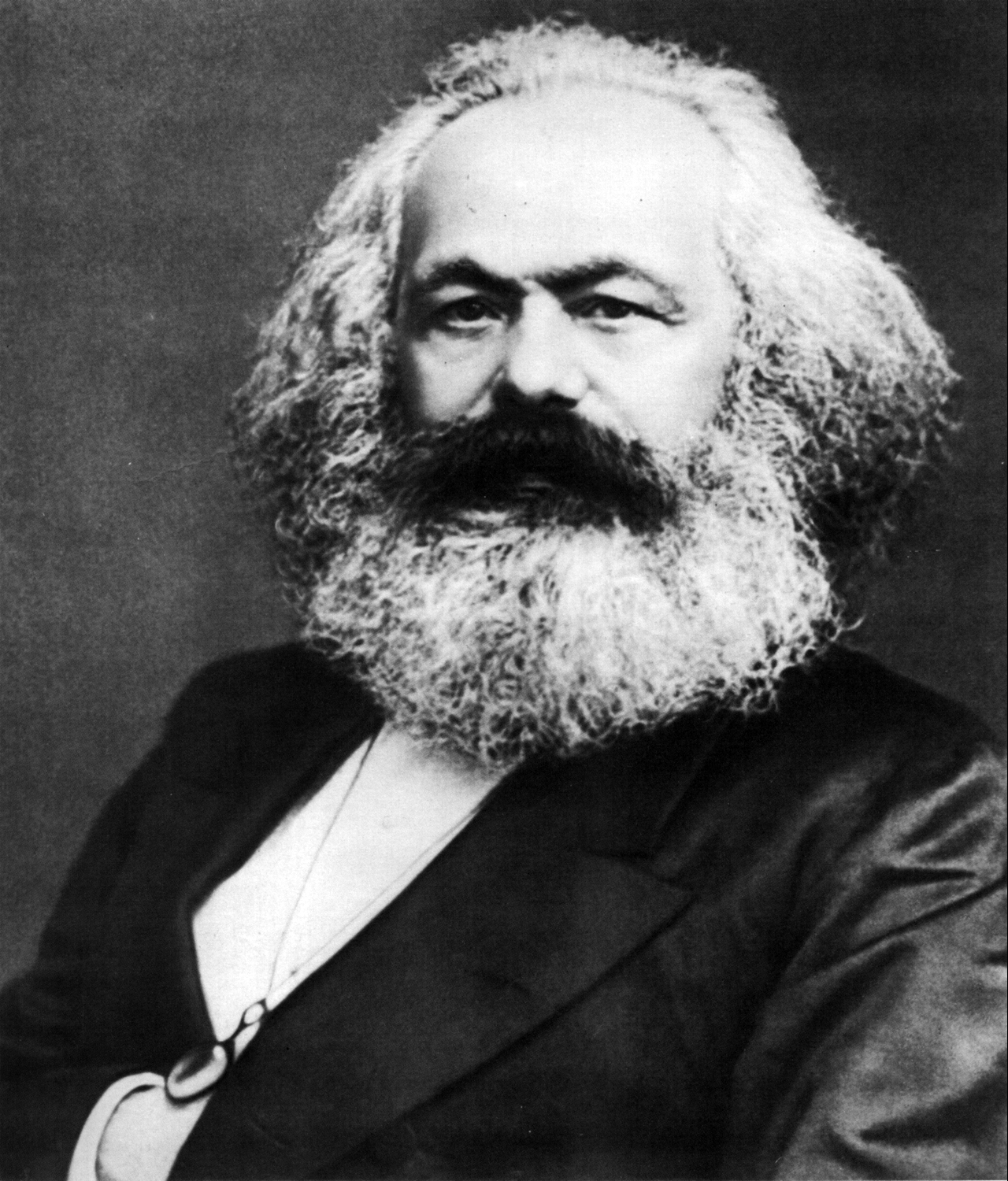
卡尔·马克思

1880年前后，西方主要国家进入迅猛的经济发展和国际扩张阶段，其中尤以英、法、德三国为最。工业化和城市化的进程随之加快，极大地改变了人们的生活，尤其改变了传统农业社会的人际关系结构。19世纪以前田园牧歌式的鄉村風光，被充斥着钢筋水泥的巨型城市所取代，人们的价值观、世界观、宗教信仰等受到激烈的冲击和挑战。欧美社会的个人出现了普遍的疏离感、陌生感和孤独感。现代主义文学最重要的“非人化”元素就由此而来。
發生於1914年—1918年的第一次世界大战，对现代主义文学的重大影响是不可低估的。战争彻底打破了欧洲社会岌岌可危的旧秩序和旧宗法。战争给整个欧洲带来的巨大灾难，致使敏感的知识分子，尤其是文学家和艺术家们，对资本主义的价值体系和伦理体系产生严重的怀疑，并滋生反叛情绪。
对现代主义文学产生重大影响的事件，还包括1917年爆发于俄国的十月革命。马克思的思想在资本主义价值体系遭遇质疑的时候，一跃成为一种重要思潮，许多现代主义文学家们都直接或间接的受其影响。

### 科技与文化因素
在整个19世纪，统治欧洲科学界的是达尔文的进化论和牛顿的力学体系，在其影响下，实证、理性等观念是引导文艺发展的主流观点。但在20世纪初期，现代物理学，尤其是爱因斯坦相对论的诞生，极大动摇了古典物理学的物质宇宙观，科学世界变得微妙、复杂、难于把握。相继诞生的电子论、控制论和信息论进一步毁灭了传统的形而上学观点，甚至极大的改变了语言。科学的发展在一定程度上影响了文学和艺术的发展。作为现代主义文学重要流派之一的未来主义文学，就是在新科技发展的直接影响下诞生的。
在哲学与文化领域，尼采“重估一切”的极端主张，对德语世界的表现主义文学产生了深远的影响。奥地利精神分析学家弗洛伊德的精神分析学理论，引导文学家深入开掘潜意识和无意识领域，直接影响了意识流小说。然而，对现代主义文学影响最大的，却是法国哲学家亨利·柏格森。他的直觉主义理论在一定程度上奠定了整个现代主义文学的理论基调。此外，康德不可知论、荣格的集体无意识理论和克罗齐的直觉美学理论，也对现代主义文学的发展产生了不同程度的影响。

### 文学和艺术思潮
单纯从欧洲文学史的角度看，现代主义文学可以看作是19世纪传统的浪漫主义文学向唯美主义文学转变、现实主义文学向自然主义文学转变，形成危机而另谋出路的结果。
以王尔德为代表的唯美主义文学，是浪漫主义文学随欧洲民族民主革命的低落而蜕变的产物，其继承了浪漫主义对社会现状的不满，却丧失了浪漫主义的批判与重建精神，遁入象牙塔，主张“为艺术而艺术”。这一观点直接影响了大批现代主义作家，尤以法国象征主义作家为最。
而以左拉为代表的自然主义文学，则是19世纪在欧洲盛极一时的现实主义文学蜕变的产物。它强调对外界现实的模仿，侧重描绘遗传和环境对人的决定性影响、病态事物和繁琐细节。可以说，自然主义文学作为桥梁连接了现实主义文学和现代主义文学。
此外，20世纪欧洲艺术的发展几乎处处与现代主义文学同步前进。20世纪初，以塞尚、高更和梵·高为代表的现代艺术的第一批大师主张用宽阔的笔触、粗犷的线条、鲜明的色彩来表现“主观化了的客观”。由于艺术和文学具有密切的亲缘关系，因此整个20世纪现代主义文学的发展都和现代艺术的发展相辅相成，有的时候甚至拧合成一个分支流派，比如超现实主义这一流派就同时包括了绘画、雕塑和文学。

## 发展轨迹

### 孕育期（1840—1890）

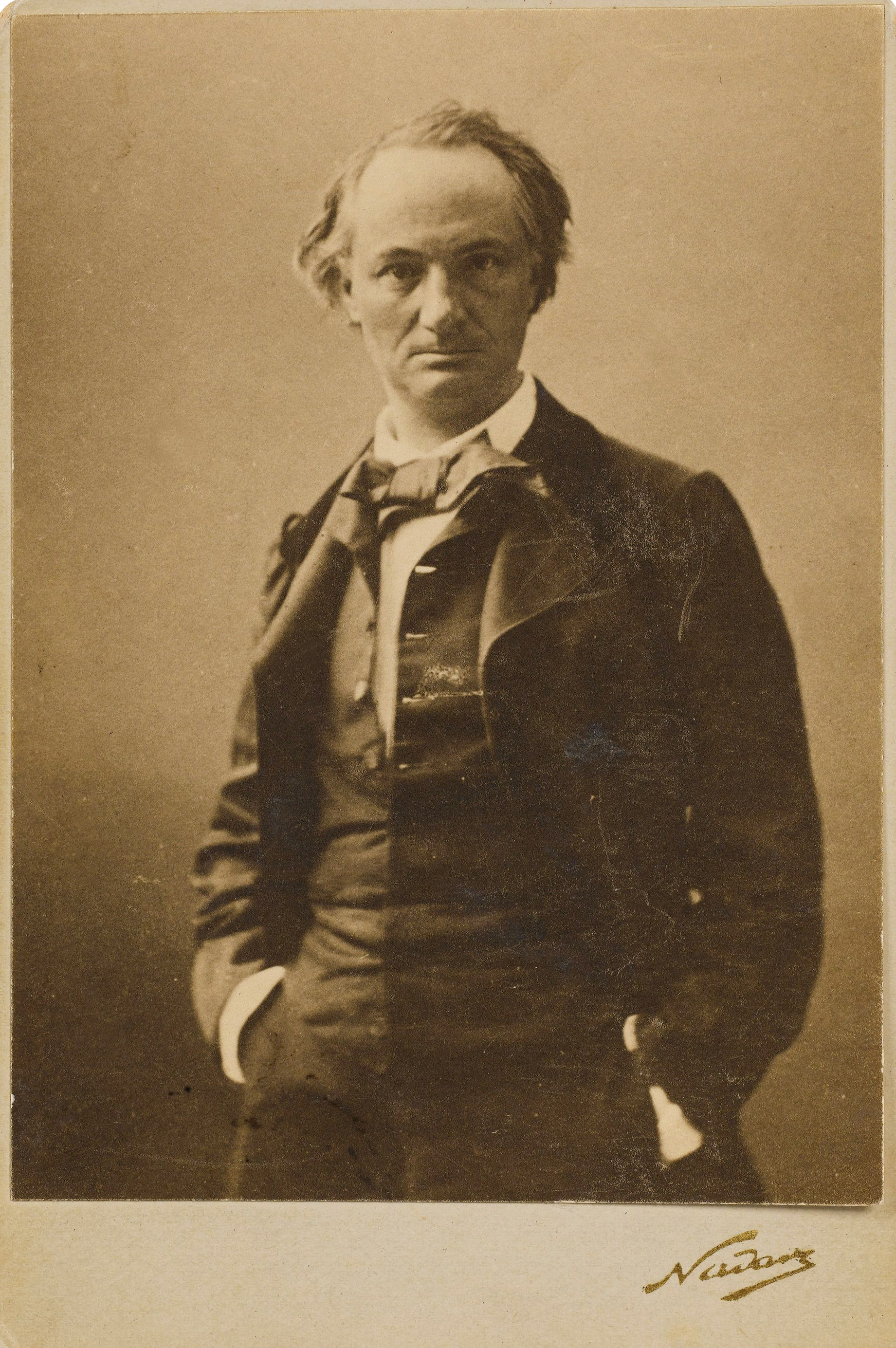
夏尔·波德莱尔

法国诗人夏尔·波德莱尔和美国诗人爱伦·坡被认为是现代主义文学的远祖。波德莱尔的诗集《恶之花》第一次摒弃浪漫主义对田园牧歌生活的歌颂，转而以愤世嫉俗的态度揭露城市的丑恶和人性的阴暗，这奠定了后来盛极一时的法国象征主义文学的创作基调。而爱伦·坡则倡导所谓“使灵魂升华的美”，反自然，反说教，强调形式美和暗示性、音乐性，这些后来都成为现代主义文学中诗歌的重要表现手法。
然而严格的说，上述两人并不能算是真正意义上的现代主义作家，但他们的理论和创作却是文学史上“现代主义”这一理念的雏形。

### 肇始期（1890—1910）
19世纪90年代起，法国象征主义文学波及到欧美各国而蔚为一个国际性文学运动，标志着现代主义文学作为西方文学史上一个重要思潮而开始。
这20年间出现了很多重要的现代主义作家和作品。法国的象征主义继续发展着，产生了马拉美、瓦雷里等成就斐然的诗人；德语国家的表现主义戏剧正式登上国际舞台；爱尔兰出现了自己的“文艺复兴运动”，其领导人物葉慈是这一时期英语作家中成就最高者。在小说创作上，波兰裔英国作家康拉德的作品已经出现暧昧的现代主义元素，而法国的普鲁斯特则完成了鸿篇巨著《追憶逝水年華》，成为意识流文学的先驱。
早期现代主义文学的发展并不局限于法国、英国和德国，也波及到欧洲其他国家。如比利时的法语剧作家梅特林克创作梦幻剧《青鸟》；奥地利诗人里尔克把法国象征主义引入德语世界；瑞典剧作家斯特林堡以其代表作《走向大马士革》奠定了表现主义戏剧鼻祖的地位。
总体上看，这一时期的现代主义仍是比较庞杂的，许多作家的风格仍较暧昧，不如晚期成熟。大多数早期现代主义作家都经历了从其他文学流派转向现代主义的过程，比如叶慈早年的诗歌具有唯美主义的因素，感情纤细，而晚年的作品则彻底转变为纯粹现代主义的抽象化。

### 鼎盛期（1910—1930）
这一时期，现代主义文学各流派纷至沓来，欧美文坛出现前所未有的繁荣。除法国象征主义文学得以继续深入发展外，意大利的未来主义文学、英美的意象主义文学和法国的超现实主义文学也相继诞生。意识流文学正式成为现代主义文学所有流派中的中流砥柱，产生了一批杰出的文学大师和作品。表现主义戏剧跨越德语国家的界限，传入美国。
几乎所有最重要的现代派作品都在这一时期问世，如卡夫卡的《变形记》（1912年）、乔伊斯的《尤利西斯》（1922年）、艾略特的《荒原》（1922年）、奥尼尔的《琼斯皇》（1922年）等等。这一时期的特点是英、美、法、德、意各有自己的现代主义流派，而巴黎则是整个西方现代主义文学艺术的大本营。现代主义文学在1920年代发展至顶峰。

### 衰退期（1930—1950）
从1920年代开始，由于世界经济恐慌和国际法西斯主义的崛起，以及苏联国内的清党扩大化运动，导致国际形势日益复杂起来。爆发于1939年的第二次世界大战毁灭了现代作家试图建立战后文艺新秩序的梦想，现实主义文学开始在欧洲出现短暂的复苏。
第二次世界大战导致一战后对资本主义社会秩序的一切建构重新坍塌，知识分子对资本主义价值观、伦理的思考逐渐由“非理性”转向“虚无”，存在主义哲学应运而生。以法国作家萨特和加缪为代表的存在主义文学迅速发展，不过这已经超出了正统的现代主义文学的范畴，而成为“后现代主义文学”的第一个重要分支流派了。尽管这一时期产生过一些重要的现代主义作品，如艾略特的《四个四重奏》等，但正统的现代主义文学大势已去，开始为后现代主义文学所取代。

## 流派

### 象征主义文学
象征主义文学是现代主义文学诸流派中发展最为持久、成就最高的一个流派，以诗歌和戏剧为主。早期以法国为中心，后扩及整个西方世界。代表作家瓦雷里、马拉美、兰波、魏尔伦、叶芝、艾略特、里尔克、梅特林克等。

### 意识流文学
意识流文学是现代主义诸流派中唯一以小说创作为主的流派，是象征主义文学在小说领域的体现，波及整个欧美国家，尤以英语和法语国家成就最高，后影响到世界各国的文学创作，包括东亚和拉美。将心理学的研究成果（尤其精神分析学说）引入小说创作，颠覆了传统的小说叙事模式。代表作家普鲁斯特、詹姆斯·乔伊斯、福克纳、伍尔芙等。代表作品《追忆似水年华》、《尤利西斯》等。

### 意象主义文学
意象主义文学主要发生于英美两国，仅涵盖诗歌一个门类，有时被看作是法国象征主义诗歌在英美的分支。代表人物休姆、庞德、弗林特、罗厄尔等。

### 表现主义文学
表现主义文学主要发生在德语国家，后来也扩及美国。主要涵盖小说和戏剧，其中尤以戏剧成就为高。在小说领域也有重大建树。代表作家尤金·奥尼尔、卡夫卡、凱澤、托勒爾、斯特林堡等。

### 未来主义文学
未来主义文学诞生并发展于意大利一国，晚期也波及法国和苏联，主要涵盖诗歌和戏剧。横向上不如其他流派成就高，但在诗歌语言和形式上做出了很多可贵的探索。代表作家马里内蒂、阿波利奈尔、马雅可夫斯基等。

### 超现实主义文学
超现实主义文学是现代主义文学诸流派中兴起和发展得最晚的一支，诞生于法国，其前身是盛行于1916年—1923年间的达达主义。拥有广泛的国际影响，涉及文艺所有领域，尤以文学、绘画、雕塑为盛。代表人物布勒东、艾吕雅、阿拉贡、盖斯科因、埃利蒂斯等。